# Valis IV
Valis IV (ヴァリスIV Varisu Fō?) es un juego de plataformas desarrollado y lanzado por Telenet Japan originalmente para PC Engine CD en 1991 exclusivamente en Japón. Una versión muy diferente titulada Super Valis IV (SUPERヴァリス赤き月の乙女 Sūpā Varisu Akaki Tsuki no Otome, o Red Moon Rising Maiden?) fue publicado para Super Nintendo Entertainment System en 1992 y fue publicado por Atlus Software para Norteamérica. Es la cuarta y última entrega principal de la serie homónima. Después de los eventos de Valis III, Yuko se convirtió en una diosa y ha velado por Vecanti desde la derrota de Glames. El príncipe del mundo oscuro Galgear, que perdió el control de sí mismo después de adquirir un anillo mágico, rompió su encarcelamiento de quince años por los dioses de Vecanti, secuestró a Valna y fue perseguido por tropas dirigidas por Cham. Lena, miembro de la banda de Cham, se une a su hermana Amu y al padre del príncipe, Asfal, en un viaje para recuperar la espada principal y derrotar a Galgear.
Valis IV fue creado por la mayoría de los mismos miembros del personal que trabajaron en entradas anteriores de la serie en Laser Soft, una división interna de juegos de Telenet. La versión de PC Engine CD-ROM² obtuvo críticas generalmente favorables de los críticos, la mayoría de los cuales lo calificaron como un título de importación, mientras que la adaptación de Super Nintendo recibió una respuesta mixta. La versión original de PC Engine nunca recibió una localización occidental, pero desde entonces ambas versiones se han relanzado a través de servicios digitales para otras plataformas y compilaciones.

## Jugabilidad
Valis IV es un juego de plataformas de acción de desplazamiento lateral. Elegir uno de los tres personajes variados (Asfal, Amu y Lena, cada uno con diferentes armas, movimientos y hechizos), el jugador lucha a través de un nivel 2D, saltando de plataforma en plataforma y luchando contra enemigos, antes de enfrentarse a un jefe al final de cada uno de los nueve niveles, divididos en varias etapas. Como en las entregas anteriores de la serie Valis, las escenas animadas y los diálogos del juego ayudan a que la historia avance periódicamente a lo largo del juego.

## Argumento
Tras los acontecimientos de Valis III, Yuko se ha convertido en la diosa del mundo de Vecanti y ha vigilado el mundo en paz desde la derrota de Glames. El problema surge cuando el príncipe del Mundo Oscuro llamado Galgear (ガルギア, Garugia) (interpretado por Kaneto Shiozawa) comienza a buscar un anillo mágico. Este anillo aumenta sus poderes, pero ante la pérdida de control que podría haber mantenido bajo sus efectos, y los dioses de Vecanti reconocen esto y aprisionan a Galgear dentro de un cristal hundido en el océano.
Pasan quince años, y Galgear logra escapar de su prisión, secuestrando a la ex heroína Valna y siendo perseguido por las tropas lideradas por Cham como resultado. Un miembro de su banda, llamado Lena (レナ, Rena) (interpretada por Hiromi Tsuru) solicita permiso para infiltrarse en la fortaleza de Galgear y liberar a Valna por su cuenta; Cham inicialmente no está de acuerdo, pero una voz incorpórea la convence de permitir esto, y Lena trae a su hermana gemela Amu (アム, Amu) (interpretada por Yumi Touma) con ella. Ambos logran alcanzar el santuario interior de Galgear, pero son detenidos por el príncipe y su anillo, que está a punto de destruirlos cuando son teletransportados por una fuerza mágica: la de Asfal (アスファー, Asufaru) (interpretado por Tessho Genda), el padre del príncipe, quien les dice que solo la espada Valis, que ya no está en este mundo, puede detenerlo. Ambas chicas viajan día y noche para llegar a los cielos de Vecanti y reclamar la espada, que les fue legada por la propia Yuko, enviada con sus bendiciones para detener al príncipe hambriento de poder. Regresan a Vecanti y usan la espada mística para derrotar a Galgear.

## Desarrollo y Lanzamiento
Valis IV fue desarrollado por Laser Soft, una división interna de juegos de Telenet, anteriormente responsable de Valis III (1990). Fue creado por la mayoría de los mismos miembros del personal que trabajaron en entradas anteriores de la serie Valis, con Mitsuo Nakamura y Masami Hanari como director y productor respectivamente. Haruyuki Nishida, quien también fue responsable como diseñador con la ayuda de Chiyo Rara, coescribió el escenario junto con Bunzō Matsui. Hiroshi Ono actuó como programador, mientras que el animador Osamu Nabeshima regresó como uno de los artistas del juego. La banda sonora fue co-compuesta por Shingo Murakami y los miembros bajo los seudónimos de "Junta" y "Kawame".
Valis IV fue lanzado originalmente para PC Engine CD-ROM² en Japón por Telenet el 23 de agosto de 1991. Nunca recibió una localización occidental. Una recopilatorio titulada Valis Visual Collection fue lanzado en 1993 por Telenet para el CD-ROM de PC Engine, que presenta escenas visuales del juego. El título se incluyó como parte del recopilatorio Valis: The Fantasm Soldier Complete para Microsoft Windows, publicada por Sunsoft en 2004 con una edición limitada de 2000 copias, que venía con un CD extra y una figura. La versión original en CD de PC Engine se relanzó en forma digital para Windows a través del servicio Project EGG de D4 Enterprise el 21 de agosto de 2007. En 2011, D4 Enterprise relanzó la compilación con títulos adicionales como Valis: The Fantasm Soldier Complete Plus, que en su lugar venía incluido con una banda sonora en CD. Actualmente, se planea incluir el original de PC Engine como parte de Valis: The Fantasm Soldier Collection II para Nintendo Switch.

### Super Valis IV
Una versión muy diferente para Super Nintendo Entertainment System, titulada Super Valis IV (conocida en Japón como Super Valis), fue publicada por primera vez en Japón por Telenet el 27 de marzo de 1992 y luego en Norteamérica por Atlus Software en febrero de 1993. En diciembre de 2020, se agregó al servicio de suscripción de Nintendo Switch Online. Hal Nishida fue responsable de reorganizar el juego bajo la dirección de Masami Hanari. Se realizaron cambios extensos en Valis IV cuando se adaptó a Super NES: dos de los tres personajes jugables del original (Amu y Asfal) fueron reemplazados por Yuko (que se podía jugar a través de un código de trucos), el sistema mágico fue reemplazado por elementos y armas especiales, y también se eliminaron las secuencias animadas de la versión original. Aunque se eliminaron varios niveles, se diseñó un nuevo nivel para esta versión.